# María Isabel Arboleda
María Isabel Arboleda (* 4. April 2005) ist eine kolumbianische Leichtathletin, die sich auf den Hochsprung spezialisiert hat.

## Sportliche Laufbahn
Erste internationale Erfahrungen sammelte María Isabel Arboleda im Jahr 2023, als sie bei den U20-Südamerikameisterschaften in Bogotá mit übersprungenen 1,78 m die Silbermedaille gewann. Anschließend gewann sie bei den Südamerikameisterschaften in São Paulo mit derselben Höhe die Silbermedaille hinter der Brasilianerin Valdiléia Martins. Im Jahr darauf musste sie sich bei den Hallensüdamerikameisterschaften in Cochabamba mit 1,82 m erneut nur Martins aus Brasilien geschlagen geben. Im Mai gewann sie bei den Ibero-Amerikanischen Meisterschaften in Cuiabá mit 1,86 m die Bronzemedaille hinter der Brasilianerin Martins und Marysabel Senyu aus der Dominikanischen Republik. Anschließend siegte sie mit 1,82 m bei den U20-Südamerikameisterschaften in Lima, ehe sie bei den U20-Weltmeisterschaften ebendort mit 1,87 m den fünften Platz belegte. Im September siegte sie mit 1,88 m bei den U23-Südamerikameisterschaften in Bucaramanga.
In den Jahren 2023 und 2024 wurde Arboleda kolumbianische Meisterin im Hochsprung.